# Vertus (hiérarchie angélique)

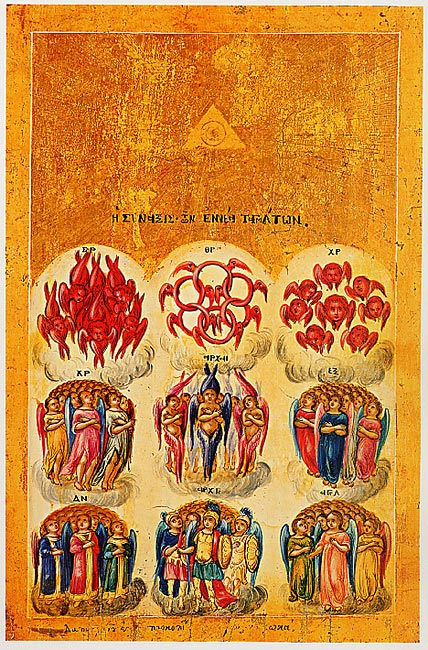
La hiérarchie céleste (Grèce, XVIIIe siècle).

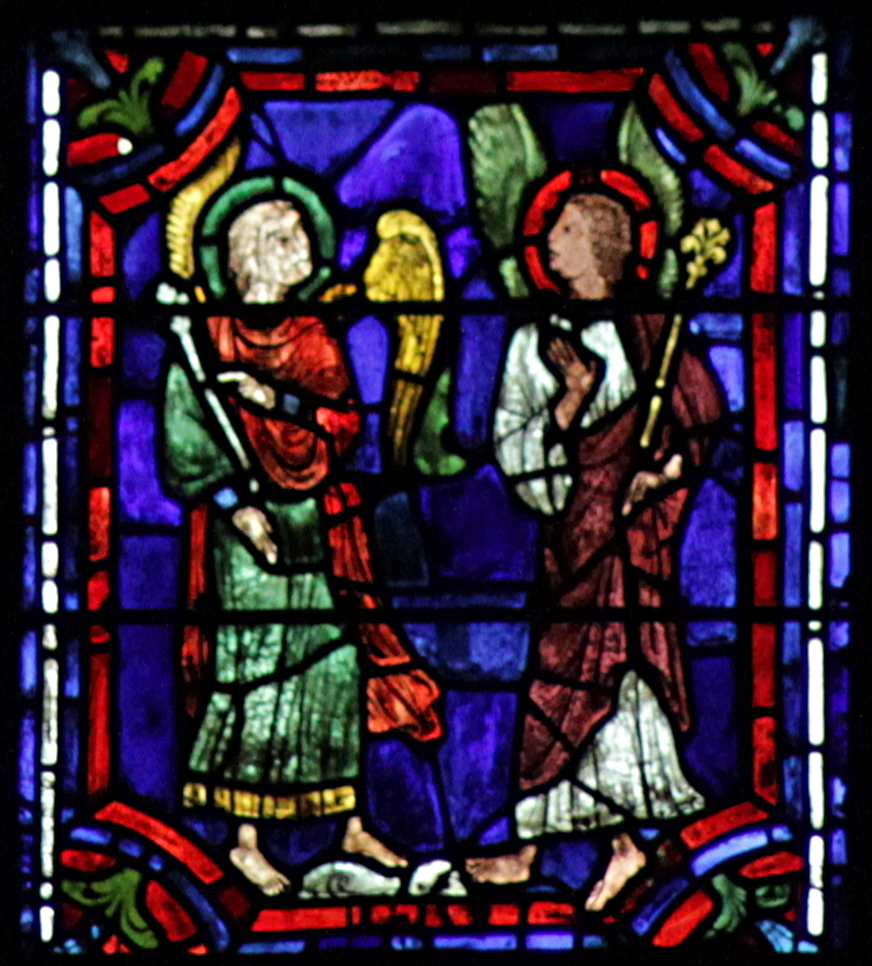
Les Vertus, le vitrail de saint Apollinaire.

Dans la hiérarchie angélique, les vertus arrivent derrière les Séraphins, les Chérubins, les trônes et les dominations.
Les vertus sont « une force héroïque et inébranlable ». Souvent représentés un livre à la main dans la religion chrétienne.
Dans la Kabbale[réf. nécessaire], le chœur des Vertus est le cinquième niveau du monde céleste. Il est dirigé par le grand archange 
Raphaël.
|       | L'Un                                               |                           |
| 9 8 7 | Les Séraphins Les Chérubins Les Trônes             | HIÉRARCHIE CÉLESTE        |
| 6 5 4 | Les Dominations Les Vertus Les Puissances          | HIÉRARCHIE CÉLESTE        |
| 3 2 1 | Les Principautés Les Archanges Les Anges           | HIÉRARCHIE CÉLESTE        |
| 6 5 4 | L'Évêque Le Prêtre Le Diacre                       | HIÉRARCHIE ECCLÉSIASTIQUE |
| 3 2 1 | Les Moines Les Chrétiens baptisés Les Catéchumènes | HIÉRARCHIE ECCLÉSIASTIQUE |